# Método histórico
O método histórico, também chamado de método crítico ou crítica histórica, compreende o conjunto de técnicas, métodos e procedimentos usados pelos historiadores para gerenciar fontes primárias e outras evidências (arqueologia, arquivística, disciplinas auxiliares da história, etc.) para investigar eventos passados relevantes para as sociedades humanas. O objetivo é a elaboração da historiografia (ou produção historiográfica). A questão da natureza do método histórico, e mesmo da própria possibilidade de sua existência como método científico, é discutida pela epistemologia (filosofia da ciência, metodologia das ciências sociais) e pela filosofia da história, e pela historiografia e historiologia (ou teoria da história).[carece de fontes?]
O método histórico pode ser compreendido como resultado de duas operações a saber: análise e síntese.[carece de fontes?]
A análise compreende, por sua vez, quatro operações: a heurística, as críticas interna e externa, e a hermenêutica.[carece de fontes?]
1. Heurística é a operação pela qual se procede a recolha das fontes de informação necessárias à análise histórica.[carece de fontes?]
2. Crítica, onde se avalia a validade ou não das versões contraditórias. É o mais complexo. A crítica interna visa verificar a validade e coerência a partir da própria fonte. Por sua vez, a crítica externa confere a validade e veracidade considerando fatores externos e o contexto.[carece de fontes?]
3. Hermenêutica é a operação pela qual se procede a interpretação dos documentos em termos de se saber em que medida as informações fornecidas por estes responde a questões inicialmente levantadas.[carece de fontes?]